# Yaco
Yaco ist eine Ortschaft im Departamento La Paz im südamerikanischen Anden-Staat Bolivien.

## Lage im Nahraum
Yaco ist der zentrale Ort des Municipio Yaco in der Provinz Loayza. Die Ortschaft Yaco liegt in der Serranía de Sicasica auf einer Höhe von 3614 m am rechten Ufer des Río Yaco, der später in den Río Luribay mündet. 

## Geographie
Yaco liegt zwischen dem bolivianischen Altiplano im Westen und dem Amazonas-Tiefland im Osten. Die Region weist ein typisches Tageszeitenklima auf, d. h., dass die Temperaturunterschiede zwischen Tag und Nacht größer sind als die Temperaturunterschiede zwischen den Jahreszeiten.
Die mittlere Durchschnittstemperatur der Region liegt bei knapp 7 °C und schwankt zwischen 3 °C im Juni/Juli und 9 °C im November/Dezember (siehe Klimadiagramm Caxata). Der Jahresniederschlag liegt bei 500 mm, mit einer ausgeprägten Trockenzeit von Mai bis Juli und Monatsniederschlägen von mehr als 100 mm im Januar und Februar.

## Verkehrsnetz
Yaco liegt 203 Straßenkilometer entfernt von La Paz, der Hauptstadt des gleichnamigen Departamentos.
Von La Paz aus führt die asphaltierte Nationalstraße Ruta 2 in westlicher Richtung nach El Alto, von dort 129 Kilometer nach Süden die Ruta 1  über Sica Sica nach Konani. Hier zweigt eine Landstraße nach Nordosten ab und führt über 61 Kilometer über die Ortschaften Villa Puchuni und Tablachaca nach Yaco.

## Bevölkerung
Die Einwohnerzahl der Ortschaft ist im vergangenen Jahrzehnt leicht zurückgegangen:
| Jahr | Einwohner         | Quelle       |
| ---- | ----------------- | ------------ |
| 1992 | keine Detaildaten | Volkszählung |
| 2001 | 606               | Volkszählung |
| 2012 | 577               | Volkszählung |
| 2024 |                   | Volkszählung |

In Yaco ist die Aymara-Bevölkerung vorherrschend, im Municipio Yaco sprechen 97,5 Prozent der Bevölkerung Aymara.